# Tarde lo conocí
Tarde lo conocí é uma telenovela colombiana produzida pela CMO Producciones e exibida pelo Caracol Televisión entre 12 de setembro de 2017 e 23 de fevereiro de 2018.

## Enredo
Conta a história de Patricia Teherán, uma mulher que com seu talento e amor pela música conquistou um mundo eminentemente masculino. Com sua alegria, simpatia, ternura, malícia e otimismo, ele confronta com sua música uma atmosfera machista, cheia de ciúme e inveja, colocando todos em seus pés. Patricia teve amores que a levaram a sofrer várias decepções, que expressavam em cada etapa quando ela cantava de coração.

## Elenco
- María Elisa Camargo - Patricia Teherán †
- Roberto Urbina - Ricardo Cabello †
- Javier Jattin - Héctor Méndez †
- Luna Baxter - Sonia Maestre
- Pedro Palacio - César Zabaleta
- Jacqueline Arenal - Margot Romero
- Víctor Hugo Trespalacios - Juancho Teherán
- Juan Pablo Franco - Emiliano Maestre †
- Mimi Anaya - Caya Quiróz
- Gianina Arana - Ingrid Cubillos
- Eibar Gutiérrez - Edgar Tellez
- Sharlyn Bayter - Matilde
- Megumi Hasebe - Yulitza Vergara
- Laura Ramos - Estrella
- Constanza Duque - Caterina 'Cate' Formel
- Marcela Agudelo - Paulina Formel
- Carlos Serrato - Remberto Infante
- Jeferson Medina - Alejo
- Luís Tamayo - Benjamín Plata
- Alberoni Cortés - Kike
- Diana Burco - Anabelle Cantór
- Juan Carlos Torres - Rafael Maldonado †
- Juan Diego Sánchez - Cabeto Anaya
- Darwin Martínez - Paco
- Brenda Hanst - Francisca
- Jefferson Quiñones - Memo
- Andres Ruiz - Mauricio Cabello
- Sebastián Carvajal - Fran Sinatra
- Yuri Alexander Teherán - Cochi Sánchez
- Rafael Santos Díaz - El Cacique †
- Federico Rivera - Orlando Maestre
- Jacques Toukhmanian - Jaír Villanueva †
- Juan Carlos Solarte - Beto
- Leo Sosa - Brujo
- Salomé Quintero - Esmeralda
- Kevin Bury - Yuri Alexander 'Alex' Teherán